# マリオパーティ7
『マリオパーティ7』（マリオパーティセブン、MARIO PARTY 7）は、ハドソンとシーエイプロダクションが開発し、任天堂が2005年に発売したコンピュータゲーム。マリオパーティシリーズの8作目にあたる。略称は「マリパ7（マリパセブン）」。日本では同年11月10日、アメリカでは同年11月7日、ヨーロッパでは2006年2月10日に発売された。
CMでは、お笑いコンビのナインティナインがキャラクターとなり、マリオは岡村隆史、ルイージは矢部浩之がそれぞれ扮している。

## 概要
今作では、8人で4チームに分かれて競うモードが導入された。ボードゲームが楽しめる「パーティツアー」では8人が4チームに分かれて競う「4チームバトル」のルールが、ミニゲームでは8人全員でプレイする「8にんようミニゲーム」が新たに追加され、これらの8人用のモードやミニゲームは1つのコントローラを2人で持ってプレイする。また、前作に引き続き「ゲームキューブマイク」がパッケージに同梱され、マイクを使って遊ぶ「マイクミニゲーム」が収録されている。今作の隠し要素は一部の隠し要素を除いてアイテムとして購入する仕組みになっており、ゲームをプレイするごとに貯まる「ツアーマイレージ」を消費して購入する。
BGMは八幡浩暢と大峠進也に加え、『マリオパーティ3』『マリオパーティ4』でBGMを担当していた嶋倉一朗がサウンドディレクターとして復帰した。

## ストーリー
今まであまりのんびりすることができなかったマリオたちのために、キノじいが豪華客船での世界旅行にマリオたちを招待してくれた。しかし、楽しそうに豪華客船に乗って旅に出かけるマリオたちの様子を見ていたクッパは「あいつらだけバカンスなんて許せないのだ」と激怒してしまう。だが、そんなことに気づかないマリオたちは世界を巡るワールドツアーに旅立つのだった。

## ゲームモード
パーティツアー
1～8人でボードゲームが遊べるモード。
デュエルツアー
1vs1でボードゲームで対戦する1～2人用のモード。
8にんツアー
「8にんようミニゲーム」を以下の2つの遊び方で楽しめるモード。
8にんようフリープレイ
「8にんようミニゲーム」を自由にプレイすることができる。なお、「8にんようミニゲーム」は最初から全てプレイできる。
8にんアイスバトル
「8にんようミニゲーム」で勝ち抜き対戦をすることができる。
ミニゲームツアー
他のツアーで1度プレイしたことのあるミニゲームで、次の6種類の遊び方ができる。
フリープレイオーシャン
プレイしたことのあるミニゲームを自由にプレイできる。なお「マイクミニゲーム」（4にんよう・1vs3両方とも）」は最初から全てプレイできる。また、「レアミニゲーム」はここでしかプレイできない。
かちぬきマグマバトル
「4にんようミニゲーム」「1vs3ミニゲーム」「2vs2ミニゲーム」をそれぞれ1つ以上発見するとプレイできる。ルーレットで選ばれたミニゲームをプレイして、3・5・7回の中から最初に決めた回数を先に勝利したプレイヤーが優勝となる。
たきつぼデュエル
「デュエルミニゲーム」を1つ以上発見するとプレイできる。4人のプレイヤーが順番に「デュエルミニゲーム」をプレイしていき、勝利したプレイヤーは続けて次のプレイヤーと勝負する。先に3連勝したプレイヤーが優勝となる。
みつけてパール
「4にんようミニゲーム」を1つ以上発見するとプレイできる。ステージにある貝殻を開けていき、自分の顔が入った貝殻を探す。ミニゲームに1回勝利すると貝殻を1つ開けられ、先に3つ自分の顔が入った貝殻を見つけたプレイヤーが優勝となる。
デカスロンキャッスル
10種類のミニゲームを全て発見するとプレイできるようになる。10種類のミニゲームをプレイしていき、獲得したポイントを競う。もらえるポイントはミニゲームで出した記録によって0～1000ポイントから決定され、ミニゲームを全て終えた時点で獲得したポイントが最も多いプレイヤーが優勝となる。10種類のミニゲームをプレイする「フルモード」と、以下の内ランダムで選ばれた5種類のミニゲームをプレイする「ハーフモード」の2つから選んでプレイする。「フルモード」で遊んだ場合のみその総合成績が保存され、「ツアーコレクション」の「たびのきろく」で確認ができるようになる。なお、今作ではミニゲームのプレイする順番はランダムとなっている。
ミニゲームリバー
ツアーマイレージポイントで購入し、さらに必要なミニゲームを全て発見するとプレイできるようになる1人用のモード。ミニゲームをクリアしながら洞窟の中の川を進んでいく。最後の部屋にたどり着くと宝箱が手に入る。難易度によって、COMのレベルやクリアするミニゲームの数が異なる。ここでプレイするミニゲームは「4にんようミニゲーム」「1vs3ミニゲーム」「デュエルミニゲーム」「クッパミニゲーム」の4種類。
ツアーコレクション
他のツアーを遊ぶと貯まっていく「ツアーマイレージポイント」を使ってさまざまなアイテムと交換したり、ゲームの記録の閲覧などができる。
ツアーマイレージ
ツアーマイレージポイントを使用していろいろなアイテムを購入できる。中には特定の条件を満たさないと出現しないアイテムもある。
たびのおみやげ
手に入れた「おみやげ」を見ることができる。
たびのきろく
各ボードマップのプレイ回数、ミニゲームの最高記録、デカスロンパークの記録、ミニゲームのスタッフベストきろく（開発スタッフの最高記録）を見ることができる。
たびのサウンド
BGMとキャラクターの音声を試聴できる。
ミニゲームパック
ミニゲームパック別のミニゲームのリストが見られる。
オプションツアー
マイクの使用設定、コントローラの振動の設定、ステレオ・モノラル・サラウンドの切り替え、マイクのテストができる。

## キャラクター

### プレイヤー
今作から「キャサリン」「カロン」が新しくプレイヤーとして使用できるようになったが、前作までプレイヤーだった「ミニクッパ」は今作からプレイヤーとして使用できなくなった。
- マリオ
- ルイージ
- ピーチ
- ヨッシー
- ワリオ
- デイジー
- ワルイージ
- キノピオ
- テレサ
- キノピコ
- キャサリン - 隠しキャラクター
- カロン - 隠しキャラクター

### ガイド・その他
キノじい
マリオたちを旅行に招待したピーチ姫の執事。今回の司会と説明役を務める。
ドンキーコング
「ドンキーマス」に止まると出現し、「ドンキーミニゲーム」でプレイヤーの手助けをする。
クッパ
マリオたちだけバカンスに旅立つのが許せないらしく、自らの力を見せ付けるべく妨害の旅に出る。「クッパマス」で「クッパミニゲーム」をしかけてくるほか、ミニゲーム終了後にボードマップでその都度「クッパゲージ」が溜まっていき、満タンになると「クッパタイム」というイベントを発生させ、プレイヤーに悪行の限りを尽くす。また、ボードゲーム終盤に発生する「ラスト4ターンイベント」ではクッパがミニクッパと付き添いで登場し、イベントの担当をする。
ミニクッパ
クッパの分身。「パーティモード」では「ミニクッパマス」に止まったときや、プレイヤーが「ミニクッパカプセル」を手に入れた時や「クッパタイム」などに登場する。今作では「～なのだ」など、口調がクッパに似ている。
ちなみに、ミニクッパの登場は現時点では今作がシリーズで最後であり、次回作の『マリオパーティ8』以降には登場していない。

## パーティツアー
「パーティツアー」では以下の3つのルールでボードゲームをプレイすることができる。はじめに、ボードマップ・ターン数・ミニゲームパック・ボーナスの有無・使用するキャラクターなどの設定をし、プレイヤー全員でサイコロブロックを叩き出た目の大きい順でターンの順番を決めるとゲームスタートとなる。設定したターン数が全て終了した時点で、最も多くのスターを所持していたプレイヤー・チームが優勝となる。
バトルロイヤル （1〜4人用）
4人で「スター」を集めた数を競う。旧作と同様に順番に1人ずつ1〜10の目が出るサイコロブロックを叩き、マスを移動していく。ターン終了時に発生するミニゲームは「4にんでミニゲーム」「1vs3ミニゲーム」「2vs2ミニゲーム」「バトルミニゲーム」の4つで、各プレイヤーが止まったマスの色によってどのジャンルのミニゲームが発生するかが決まる。
2チームバトル （1〜4人用）
4人で2人1組にわかれ、2チームで「スター」を集めた数を競う。「チームバトル」では1～5の目が出るサイコロブロックを2人でそれぞれ1つずつ一緒に叩き、出た目の合計だけ2人でペアになったままマスを移動する。また、チームバトルではチームメンバーの内どちらか1人が「チームリーダー」となり、カプセルの使用や分岐点での選択決定などはチームリーダーが担当し、各種ミニゲームなどもリーダーが参加する。またハプニングマスのイベントも二人一緒に行い一部のイベントにおいてはチームバトル限定でパーフェクトボーナスが発生イベントもある、チームリーダーは1ターンごとにパートナーと自動で交代となるが、パートナーがCOMプレイヤーの場合は人間のプレイヤーのみがチームリーダーを担当する。ターン終了時に発生するミニゲームは「4にんでミニゲーム」「2vs2ミニゲーム」「バトルミニゲーム」の3つで、「1vs3ミニゲーム」は一切登場しない。また「2vs2ミニゲーム」の場合は必ず同じチームのパートナーとペアになりプレイすることになる。
4チームバトル （1〜8人用）
8人で2人1組にわかれ、4チームで「スター」を集めた数を競う。マップの移動方法は上記の「2チームバトル」と同じ。ターン終了時に発生するミニゲームは「4にんでミニゲーム」「1vs3ミニゲーム」「2vs2ミニゲーム」「バトルミニゲーム」の4つで、各チームが止まったマスの色によってどのジャンルのミニゲームが発生するかが決まる。これらのミニゲームはそのターンのチームリーダーがプレイを担当する。また、この4つの代わりに各チームが止まったマスの色に関係なく「8にんでミニゲーム」が発生することもある。

### カプセル
カプセルは「カプセルエリア」を通過する時に無料で1つ手に入る。また「カプセルショップ」で購入して手に入れることもできる。「カプセルショップ」での販売価格は、訪れたプレイヤーの順位やボードマップによって値段が変化する。カプセルは1人3つ（「チームバトル」ではチームで5つ）持つことができ、4つ目（「チームバトル」の場合は6つ目）のカプセルを手に入れた場合はどれか1つを捨てることになる。また、カプセルの中に1～5コイン入っていることがあり、カプセルを使用したときに同時に手に入る。
カプセルは主に「自分に使うもの」と「マスにしかけるもの」の2種類あり、効果の種類によってカプセルが色分けされている。マスにしかけるものは、自分のいるマスから前後5マス内のマスで、なおかつ「プラスマス」「マイナスマス」「キャラマス」にのみしかけることができる。それ以外のマスや、プレイヤーが止まっているマスにはしかけることができない。今作のカプセルは大きく5つに分けられ、全部で29種類登場する。また、前作と同様に特定のボードマップでのみ登場するカプセルもある。
「キャラマス」に止まるとプレイヤーパネルはピンク色に変化し、ミニゲーム開始前にパネルの色が青か赤に変化する。なお、自分のキャラマスに止まると5コインもらえる。

### ラスト4ターンイベント
「パーティツアー」では残り4ターンになると、以下の内いずれか1つのルールがルーレットで選ばれ追加される。ちなみに「同じマスに2人以上のプレイヤーが止まるとデュエルミニゲームが発生」という追加ルールは今作では廃止された。
- 「プラスマス」「マイナスマス」でのコインの増減数が3倍になる。自分のキャラマスに止まった場合は15コインもらえる。
- 「プラスマス」「マイナスマス」が合わせて10個「ミニクッパマス」になる。
- 全ての「マイナスマス」が「クッパマス」になる。
- 現在ビリのプレイヤー・チームに40コインのボーナスが与えられる。
- マップ上のスターを10コインで交換できるようになる。「ウキウキタウン」「グラグラキングダム」で登場するルール。
- 「ワンワンハウス」でワンワンに5コインで乗れるようになる。「ハラハラさばく」で登場するルール。

### ボーナススター
「パーティツアー」では「ボーナスあり」に設定していると、ゲーム終了時にボーナススターがもらえるイベントが発生する。今作は次の6つの中からランダムで3つがボーナススターとして発表され、条件を満たしていたプレイヤー・チームにスターが1つプレゼントされる。どのボーナススターが発表されるかはゲーム終了時にならないと判明しない。
ミニゲームスター
ターン終了時のミニゲームでコインを一番多く稼いだプレイヤー・チームに与えられる。
カプセルスター
カプセルを使用した回数が一番多いプレイヤー・チームに与えられる。
ハプニングスター
「ハプニングマス」に止まった回数が一番多いプレイヤー・チームに与えられる。
ランニングスター
移動したマスの数が一番多いプレイヤー・チームに与えられる。ただし、ワンワンに乗って移動したマスの数は含まれない。
ショッピングスター
「カプセルショップ」で払ったコインの合計が一番多いプレイヤー・チームに与えられる。
レッドスター
「マイナスマス」に止まった回数が一番多いプレイヤー・チームに与えられる。

## デュエルツアー
「デュエルツアー」は後述のボードマップで1vs1で戦う1～2人用のモード。初めてプレイするときは「プレイヤーデータ」を作成し、名前・使用するキャラクター・ライバルへのコメント・勝ったときのコメントを入力する。このプレイヤーデータは8名分まで登録が可能。
登録したデータを選択すると、以下の2つからプレイするモードを選ぶ。ちなみに、ボードマップ上で1vs1で競うモードが登場するのは「マリオパーティ3」以来である。
vs COMバトル
COMキャラと対戦するモード。はじめは「ウキウキタウン」しかプレイできないが、COMキャラに勝利すると次のボードマップがプレイできるようになる。また、勝利した時点での経過ターン数がマップごとに保存され、全てのマップをクリアするとその合計ターン数が「クリアランキング」に登録される。これらの記録は再びマップをプレイし、より少ないターン数で勝利した際に更新される。
vs MANバトル
2人の人間のプレイヤーで、好きなマップで対戦できるモード。

### ルール
基本的には「パーティツアー」と同様に2人のプレイヤーが順番にサイコロブロックをたたきマップを移動していくが、パーティツアーとは異なり先にマップごとの勝利条件を満たした方が勝利となる。このほかにも以下のようなパーティツアーと異なる点がいくつか存在する。
- マスの配置などがパーティツアーと異なる。
- マップ上に「コインエリア」が登場する。通過すると、ブロックを叩いて出た数[9]のコインをもらえる。
- 「プラスマス」に止まると5コインもらえ、「マイナスマス」に止まると5コイン失う。
- 毎ターン終了時のミニゲームは発生しない。
- 「ドンキーミニゲーム」「クッパミニゲーム」は1人用しか発生しない。
- ターン数が30ターンに制限されており、30ターンが経っても勝敗がつかない場合は引き分けとなる。

## ボードマップ
今回はイタリアやアメリカ、中国など実在の国を連想させる街や観光地などが舞台。前作に引き続き今作もスターの入手条件がボードマップごとに異なっており、さまざまなルールが登場する。なお「パーティツアー」では、1ターンが終了するごとに「クッパゲージ」が少しずつ溜まっていき、これが満タンになると「クッパタイム」というイベントが発生、クッパが悪行の限りを尽くしてくる。悪行の内容はマップによって異なるが、以下の2つは全マップ共通となっている。なお、残り4ターン以降は「クッパタイム」は発生しない。
記念撮影
クッパに記念撮影をしてもらえるが、参加費としてプレイヤー全員の10・20コインを奪われ、さらに肝心の写真も持って行ってしまう。
クッパショップ
どこかのカプセルショップを「クッパショップ」に変え、やってきたプレイヤー・チームに無理やり商品を売りつける。1度利用すると閉店になり、手に入れたばかりの商品はミニクッパに奪われてしまう。